# David Storl
David Storl (ur. 27 lipca 1990 w Rochlitz) – niemiecki lekkoatleta, specjalizujący się w pchnięciu kulą.

## Kariera
Już na początku swojej kariery osiągnął trzy znaczące sukcesy zostając kolejno mistrzem świata juniorów młodszych (2007), mistrzem świata juniorów (2008) oraz mistrzem Europy juniorów (2009). W 2009 dwukrotnie – kulą o wadze 6 kilogramów – poprawiał juniorski rekord świata pchając 13 czerwca w Mannheim 22,34 oraz 14 lipca w Osterode 22,73 m. Na koniec 2009 poprawił nieoficjalny halowy rekord globu juniorów w pchnięciu kulą 6-kilogramową osiągając 20 grudnia w Rochlitz wynik 22,35 m. Sezon 2010 rozpoczął od uplasowania się na siódmej pozycji halowych mistrzostw globu, a latem był piąty na mistrzostwach Europy (po dyskwalifikacji Andreja Michniewicza awansował na 4. miejsce). Pierwszy sukces w gronie seniorów odniósł w 2011 zdobywając halowe wicemistrzostwo Europy. Zdobył złoto młodzieżowych mistrzostw Europy w Ostrawie poprawiając wynikiem 20,45 m rekord imprezy. Na mistrzostwach świata w Daegu pchnięciem na odległość 21,78 m zapewnił sobie w ostatniej kolejce tytuł mistrza globu. Na koniec sezonu 2011 został wybrany wschodzącą gwiazdą europejskiej lekkoatletyki w plebiscycie European Athletics, a w plebiscycie na lekkoatletę roku w Europie zajął 4. miejsce. Sezon 2012 rozpoczął od zdobycia w Stambule halowego wicemistrzostwa świata. Mistrz Europy z Helsinek oraz wicemistrz olimpijski z Londynu (2012). W 2013 zdobył swój drugi złoty medal mistrzostw świata. Uczestnik halowych mistrzostw Europy w Belgradzie (2017), w których wywalczył brązowy medal. Podczas lekkoatletycznych Mistrzostw Europy w 2018 w Berlinie uzyskał wynik 21,41 m, tym samym zdobywając trzecie miejsce.
W lutym 2024 roku ogłosił zakończenie kariery sportowej.
Wielokrotnie zdobywał medale mistrzostw Niemiec w różnych kategoriach wiekowych tak w hali, jak i na stadionie (także w rzucie dyskiem).
Rekordy życiowe uzyskane kulą seniorską o wadze 7,26 kilograma: stadion – 22,20 m (9 lipca 2015, Lozanna); hala – 21,88 m (9 marca 2012, Stambuł). Do 2015 kulomiot posiadał na koncie halowy rekord świata juniorów w pchnięciu kulą o wadze 6 kilogramów (22,35 m w 2009). Do sierpnia 2013 był także rekordzistą świata juniorów ze stadionu (22,73 m w 2009).

## Osiągnięcia
| Rok  | Impreza                                 | Miejsce        | Lokata            | Wynik |
| ---- | --------------------------------------- | -------------- | ----------------- | ----- |
| 2007 | Mistrzostwa świata juniorów młodszych   | Ostrawa        | 1. miejsce        | 21,40 |
| 2008 | Mistrzostwa świata juniorów             | Bydgoszcz      | 1. miejsce        | 21,08 |
| 2009 | Mistrzostwa Europy juniorów             | Nowy Sad       | 1. miejsce        | 22,40 |
| 2009 | Mistrzostwa świata                      | Berlin         | el. – 28. miejsce | 19,19 |
| 2010 | Halowe mistrzostwa świata               | Doha           | 7. miejsce        | 20,40 |
| 2010 | Mistrzostwa Europy                      | Barcelona      | 4. miejsce        | 20,57 |
| 2011 | Halowe mistrzostwa Europy               | Paryż          | 2. miejsce        | 20,75 |
| 2011 | Superliga drużynowych mistrzostw Europy | Sztokholm      | 1. miejsce        | 20,81 |
| 2011 | Młodzieżowe mistrzostwa Europy          | Ostrawa        | 1. miejsce        | 20,45 |
| 2011 | Mistrzostwa świata                      | Daegu          | 1. miejsce        | 21,78 |
| 2011 | DécaNation                              | Nicea          | 1. miejsce        | 20,30 |
| 2012 | Halowe mistrzostwa świata               | Stambuł        | 2. miejsce        | 21,88 |
| 2012 | Mistrzostwa Europy                      | Helsinki       | 1. miejsce        | 21,58 |
| 2012 | Igrzyska olimpijskie                    | Londyn         | 2. miejsce        | 21,86 |
| 2013 | Superliga drużynowych mistrzostw Europy | Gateshead      | 1. miejsce        | 20,47 |
| 2013 | Mistrzostwa świata                      | Moskwa         | 1. miejsce        | 21,73 |
| 2014 | Halowe mistrzostwa świata               | Sopot          | 2. miejsce        | 21,79 |
| 2014 | Mistrzostwa Europy                      | Zurych         | 1. miejsce        | 21,41 |
| 2014 | Puchar interkontynentalny               | Marrakesz      | 1. miejsce        | 21,55 |
| 2015 | Halowe mistrzostwa Europy               | Praga          | 1. miejsce        | 21,23 |
| 2015 | Superliga drużynowych mistrzostw Europy | Czeboksary     | 1. miejsce        | 21,20 |
| 2015 | Mistrzostwa świata                      | Pekin          | 2. miejsce        | 21,74 |
| 2016 | Mistrzostwa Europy                      | Amsterdam      | 1. miejsce        | 21,31 |
| 2016 | Igrzyska Olimpijskie                    | Rio de Janeiro | 7. miejsce        | 20,64 |
| 2017 | Halowe mistrzostwa Europy               | Belgrad        | 3. miejsce        | 21,30 |
| 2017 | Superliga drużynowych mistrzostw Europy | Lille          | 2. miejsce        | 21,23 |
| 2017 | Mistrzostwa świata                      | Londyn         | 10. miejsce       | 20,80 |
| 2018 | Halowe mistrzostwa świata               | Birmingham     | 2. miejsce        | 21,44 |
| 2018 | Mistrzostwa Europy                      | Berlin         | 3. miejsce        | 21.41 |
| 2019 | Halowe mistrzostwa Europy               | Glasgow        | 2. miejsce        | 21,54 |